# Кирило-Мефодіївське товариство
Кири́ло-Мефо́діївське товариство, Укра́їно-слов'я́нське товари́ство, також Кири́ло-Мето́діївське бра́тство  — перша українська таємна політична організація, що виникла в Києві наприкінці 1845 року та спиралася на традиції українського визвольного й автономістського руху.
Була одним з проявів піднесення національного руху на українських землях та активізації загальнослов'янського руху під впливом визвольних ідей періоду назрівання загальноєвропейської революційної кризи — «Весни народів».
Членами товариства, які називали себе братчиками, стали вихованці й співробітники Київського та Харківського університетів. Провідну роль серед них відігравали М. Костомаров, Т. Шевченко, Г. Андрузький, В. Білозерський, М. Гулак, П. Куліш. Упродовж існування товариства його ідеологія зазнавала істотних змін. Завдання об'єднання слов'ян, що стало підставою виникнення таємної організації, згодом конкретизувалось у двох напрямах — рівноправного співробітництва слов'янських народів і відродження України.

## Створення
Таємне товариство у складі 12 українських інтелігентів — Україно-Слов'янське товариство (Кирило-Мефодіївське братство) було створене наприкінці 1845 — на початку 1846 року в Києві. Ініціаторами створення братства і його засновниками виступили Василь Білозерський, Микола Гулак, Микола Костомаров, Пантелеймон Куліш, Опанас Маркович.
Організація була названа іменами відомих слов'янських просвітників Кирила і Мефодія. Знаком братства став перстень з написом «Св. Кирило і Мефодій, січень 1846».
Крім організаторів, у братство незабаром увійшли: Георгій Андрузький, Олександр Навроцький, Дмитро Пильчиков, Іван Посяда, Микола Савич, Олександр Тулуб. У квітні 1846 року в братство вступив Тарас Шевченко. Восени 1846 загальна кількість членів братства, за даними слідства, становила 12 осіб.
Кирило-Мефодіївське братство діяло до кінця березня 1847 р. З появою братства на арену політичної боротьби вийшла українська різночинна інтелігенція.

## Програма

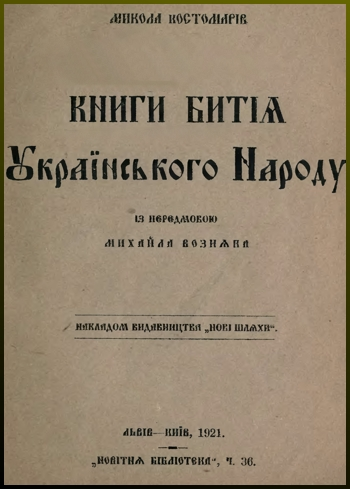
Книга буття українського народу. Видання 1921 року.

Програма братства — «Закон Божий» — була викладена в «Книзі буття українського народу» і «Статуті Слов'янського братства св. Кирила і Мефодія», основним автором яких був Микола Костомаров, і в «Записці», написаній Василем Білозерським. В основу документів лягли ідеї українського національного відродження й українського панславізму, романтика загальнослов'янської єдності, автономізму та народовладдя.
Кирило-Мефодіївське братство ставило своїм головним завданням побудову майбутнього суспільства на засадах християнської моралі шляхом здійснення ряду реформ; створення демократичної конфедерації слов'янських народів, очолюваної Україною, на принципах рівності і суверенності; знищення царизму й скасування кріпосного права і станів; установлення демократичних прав і свобод для громадян; зрівняння в правах усіх слов'янських народів щодо їхньої національної мови, культури й освіти.
Кирило-мефодіївці розглядали слов'ян як єдиний народ, відводячи українському суспільству ключову роль у створенні слов'янської конфедерації (зв'язки з братством підтримували 100 осіб з Польщі, Литви, Чехії, Білорусі, Росії, України). При цьому Микола Костомаров, Василь Білозерський, Микола Гулак та інші були переконані, що таке право дає українцям їхня глибока релігійність, корені козацького республіканізму. Ад'юнкт Київського університету М. Костомаров уважав цілком можливим формування монархічної федерації в складі України і Росії (з елементами республіканського ладу). Лише третій варіант «Книги буття українського народу» набув рис конституційності, усе одно залишившись різновидом соціальної утопії без згадки про реальність державної незалежності українських земель. Характерна риса: якщо для діячів польського опору ідеалом була свобода, то для більшості кирило-мефодіївців — соціальна рівність. Прихильники революційного напряму боротьби (Т. Шевченко, О. Навроцький, М. Гулак, І. Посяда, М. Савич, Г. Андрузький) не мали сумніву в тому, що скасувати кріпацтво, повалити самодержавство зможе тільки народне повстання.
Привертає увагу розроблений студентом Г. Андрузьким документ «Начерки Конституції Республіки» — модель федеративної слов'янської республіки, яка мала поєднати в собі досвід Північноамериканських штатів і традиції Російської імперії. Вона передбачала створення семи автономних штатів, включаючи Україну з Галичиною, Кримом і Чорномор'ям, Сербію, Болгарію, Бессарабію, Польщу. Пізніше, перебуваючи на засланні в Петрозаводську, Г. Андрузький дійшов до висновку: «Щоб створити Україну, необхідно зруйнувати Росію, а вона зміцнювалася віками».
Інших поглядів дотримувалися М. Костомаров, П. Куліш, В. Білозерський, О. Маркович, О. Тулуб, Д. Пильчиков: вони вважали, що тривала просвітницька діяльність і реформи здатні забезпечити успіх політичних і соціальних перетворень.
Реальна діяльність членів товариства зводилася до зустрічей на квартирах М. Гулака або М. Костомарова, де велися наукові диспути, обговорювалися програмні документи, а також до приватних бесід із молоддю, інтелігентами, дрібним чиновництвом. Однак члени братства також вели й активну громадсько-політичну діяльність: вони поширювали ідеї братства через розповсюдження його програмних документів, прокламацій («До братів-українців», «До братів-великоросів і поляків»), творів Тараса Шевченка; займалися науковою працею і виступали з лекціями в навчальних закладах Києва, в яких проповідували свої погляди; піклувалися про розвиток народної освіти, збирали кошти на відкриття народних шкіл, написання і видання нових книг (зокрема, Пантелеймон Куліш підготував перший підручник з історії України «Повість про український народ», виданий 1846 року, та ін.).

## Вплив західноєвропейських ідей на погляди товариства
Літературно-стильовим зразком для М. Костомарова були, як уважають, «Книги народу польського і польського пілігримства» Адама Міцкевича. Однак змістом «Книги битія…» цілком оригінальні, відрізняючись, зокрема, своїм антикріпосницьким пафосом та, попри україноцентризм, солідарним почуттям до всіх слов'янських народів, зокрема поляків і росіян. Можна сказати навіть, що «Книги битія…» були об'єктивно полемічні до «Книг народу польського…» з їхнім пафосом польської винятковості. У «Книзі народу польського» немає ідеї об'єднання вільних слов'янських народів, а також не заперечується монархія як форма правління.
Беручи до уваги цілком очевидні аналогії поміж програмними ідеями Джузеппе Мадзіні й українських братчиків, досить слушним видається застереження Миколи Варварцева щодо недооцінювання в історіографії впливів саме італійських патріотів на діяльність кирило-мефодіївців.
Проникнення ідей Джузеппе Мадзіні на терени України відбувалося практично водночас з їхньою появою. Попри «небезпечність» його праць, як їх трактували в Російській імперії, існував, хоч обмежений, виїзд до європейських країн; «ворітьми» у світ було «вільне» місто Одеса, де італійські мореплавці були мало не найчисельнішими з іноземців; у столичних містах імперії з'являлися, хоч і після перегляду цензурою, англо-, франко-, німецькомовні часописи. Тож легально і нелегально ім'я Мадзіні та його справа мали розголос, а разом з ідеями німецьких філософів — Й. Гердера, Й. Фіхте, Й. Шіллера, разом із літературними творами Й. Ґете, Й. Шиллера, Д. Байрона, А. Міцкевича — в Україні закладалися основи власного модерного націєтворчого процесу.
А отже, можна зробити висновок, що ідея демократичного устрою та ідея постання об'єднання України як рівної серед інших слов'янських народів імовірно підживлювалися саме західноєвропейською думкою і формувалися щонайперше під враженнями праць Й. Гердера, Й. Фіхте та Д. Мадзіні.

## Відмінність поглядів Товариства від слов'янофілів
У загальноімперському контексті попередниками братчиків інколи називають декабристів і проводять паралелі зі слов'янофілами. У значній частині англомовних підручників з історії Росії й СРСР для вищої школи коротку довідку про кирило-мефодіївців містить саме розділ «Слов'янофільство»
Радянська історична наука теж часто перебільшувала вплив слов'янофілів на кирило-мефодіївців. Наприклад, Володимир Білодід заявляв, що для аналізу їхньої ідеології «треба зрозуміти вчення слов'янофілів. Опанувавши його, ми знатимемо про українофілів більше, ніж вони знали про себе».
Ідеї кирило-мефодіївців принципово відрізнялися від ідей російських слов'янофілів, опріч деяких моментів схожості. Поряд з думками, близькими до типових слов'янофільських кліше (ідеалізація «словенського племені», його минулого; опертя на християнство, але, на відміну від слов'янофілів, без вивищення православ'я над католицизмом і протестантизмом та з поверненням йому первісного людяно-справедливого змісту — це те, чого не було в слов'янофілів): тут були ідеї, зовсім не чувані для «класичного» слов'янофільства, ідеї демократичні й об'єктивно революційні на той час — ідеї соціальної рівності й політичної свободи, гостре засудження самодержавства й панства, експлуатації, закріпачення України, слова гніву на адресу царизму; схвальна згадка про декабристів, ідея федеративної республіки.
Отже, погляди кирило-мефодіївців і слов'янофілів у низці питань можна вважати не лише відмінними, а й антагоністичними.

## Теорія «двох антагоністичних крил»
Накинута згори в добу застою, теорія «двох антагоністичних крил» панувала в радянській історіографії десятиліттями. Початок вона бере в покаянних свідченнях Г. Андрузького: «…Слов'янське товариство мало двох голів: Костомарова і Шевченка, з яких перший належить до поміркованої партії, а другий до непоміркованих…».
Очевидно, погоджуючись засадничо, члени братства розходилися в питаннях пріоритету завдань. М. Костомаров зосереджувався головно навколо проблем федералізму, слов'янської єдності й братерства, Т. Шевченко у віршах закликав до боротьби за соціальне і національне визволення українського народу, П. Куліш наголошував на розвитку культури. Можна інтерпретувати це і як різницю в методах досягнення цілей: одні виступали прихильниками еволюційного (М. Костомаров, В. Білозерський) шляху, інші — революційного (Т. Шевченко, М. Гулак)
Проте Орест Субтельний справедливо застерігає, що ці розходження «не слід перебільшувати», бо «членів товариства безсумнівно об'єднували спільні цінності і ідеали» і — найголовніше — «бажання покращити соціально-економічну культурну і політичну долю України».
Вульгаризаторську теорію «двох крил», згідно з якою діяльність кирило-мефодіївців зводилася до безкінечних суперечок у чітко окреслених межах двох антагоністичних течій, історичній науці накинули партійні можновладці.

## Донос і розгром товариства

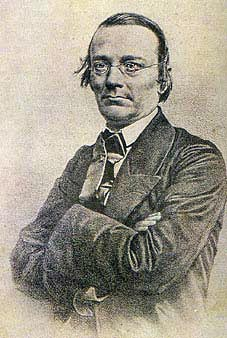
Микола Костомаров

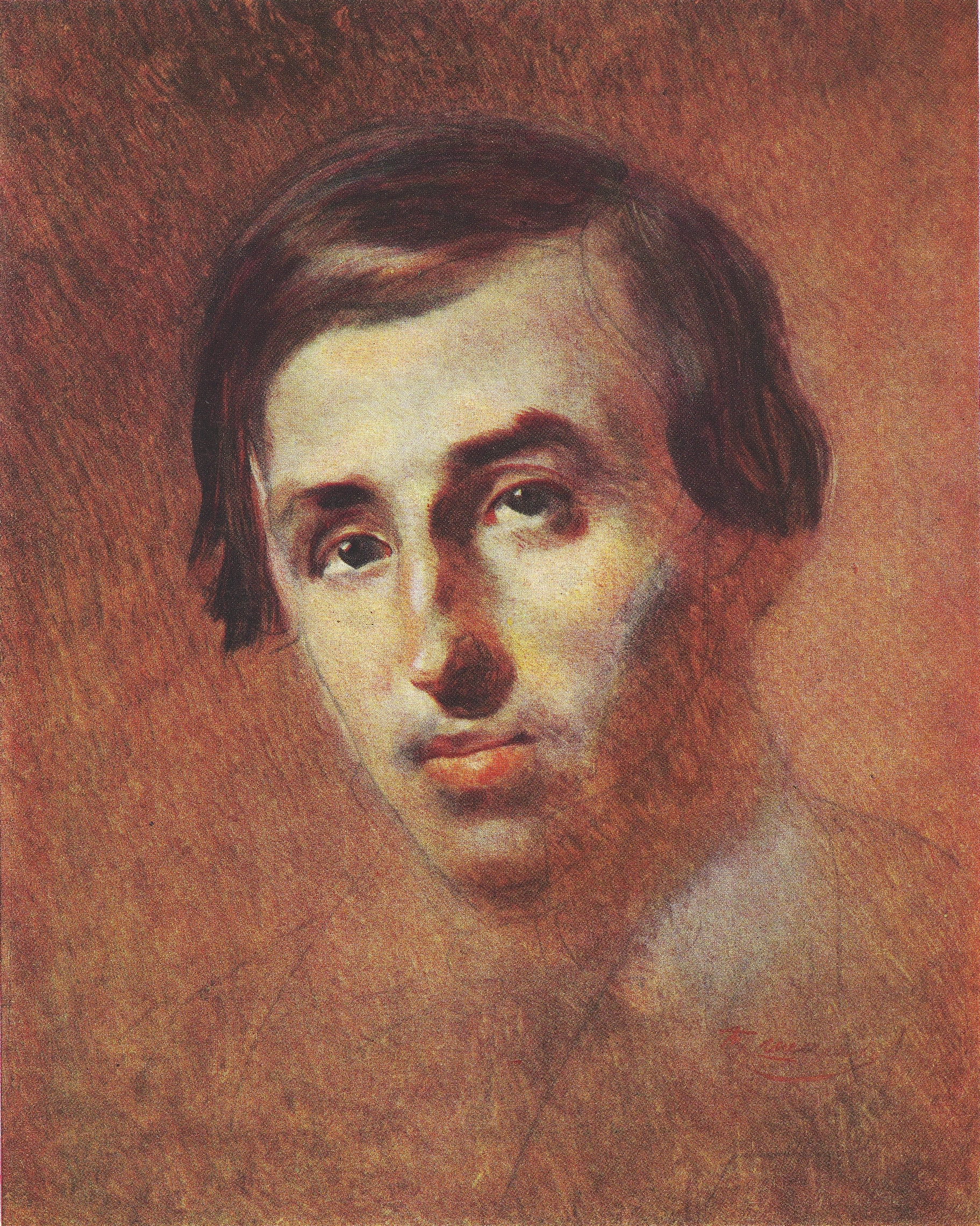
Пантелеймон Куліш

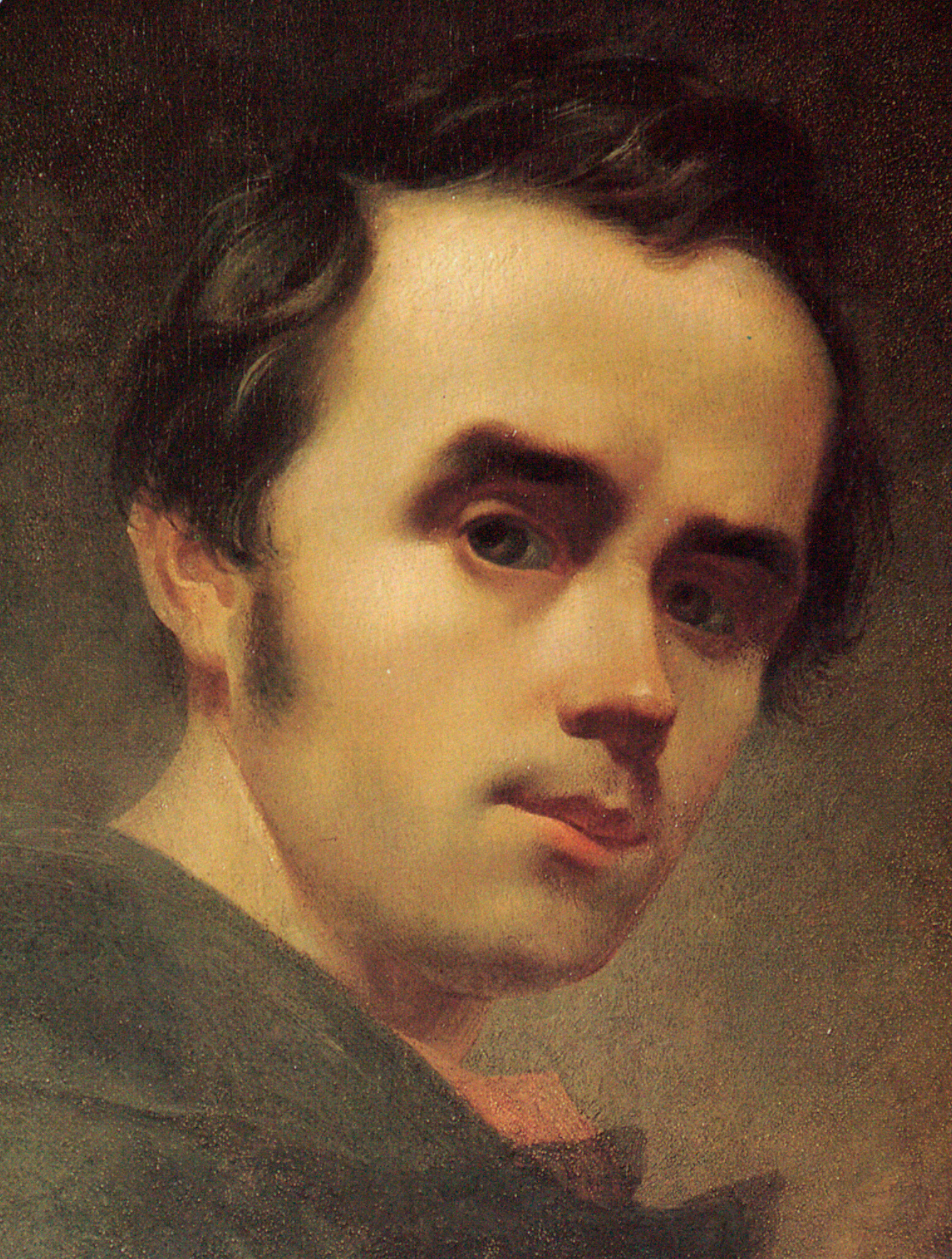
Тарас Шевченко

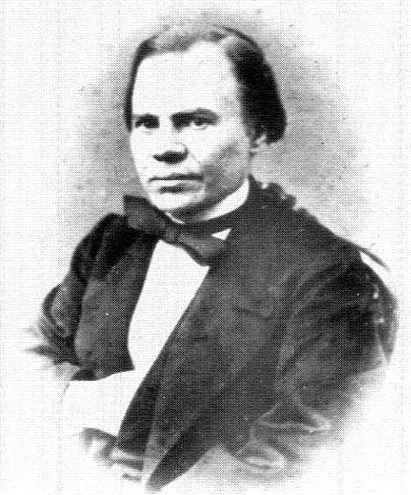
Василь Білозерський

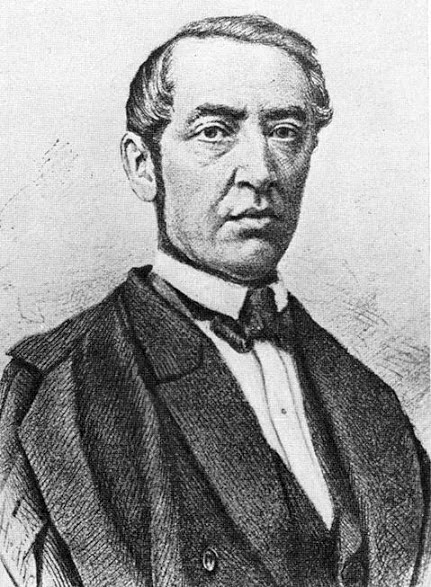
Дмитро Пильчиков

У березні 1847 року за доносом провокатора Олексія Петрова діяльність братства була викрита, а члени заарештовані. Напередодні цієї події в будинку на Подолі, власником якого був протоієрей Андріївської церкви Завадський, з'явився новий мешканець — дев'ятнадцятирічний Олексій Петров, студент юридичного факультету Київського університету св. Володимира. Батько Петрова, жандармський офіцер Михайло, помер рано, однак устиг виховати сина. Напівсироті постійно бракувало грошей, часом він голодував, тому мав доволі жалюгідний вигляд. Імовірно, це стало однією з причин того, що колезький секретар Микола Гулак, який мешкав у тому самому будинку, вирішив посвятити Петрова в таємниці товариства.
Якось Петров почув, як гості Гулака Микола Савич, студент Олександр Навроцький і професор Микола Костомаров вели розмову про республіканський устрій Росії. Олексій познайомився з сусідом, виявив цікавість до теми, і Гулак схибив, довірившися йому, повідомив малознайомій особі основи конспірації товариства, зокрема, показав Петрову золоту каблучку, на внутрішньому боці якої були слова: «В ім'я св. Кирила і Мефодія». Крім того, Гулак розповів Петрову про засади й цілі товариства, прочитав «Закон Божий» і навіть дозволив його переписати. Згодом цей документ став одним з основних доказів обвинувачення, що не дивно, оскільки там містилися несумісні з імперською ідеологією думки, наприклад: «І пропала Україна — але так тільки здається»; «Лежить в могилі Україна — але не вмерла».
28 лютого 1847 р. Олексій Петров з'явився в заступника куратора Київського навчального округу Михайла Юзефовича і зробив усний донос на членів братства. Сам Юзефович, котрий знав Костомарова, Куліша, був їхнім покровителем, тому зажадав від Петрова письмового доносу, сподіваючись, що той побоїться його зробити. Проте Петров не зламався і незабаром повернувся з детальним описом всього, що він довідався про товариство. Юзефович порадив студентові звернутися особисто до опікуна київського навчального округу — генерал-майора Траскіна (він знав, як важко потрапити до нього на зустріч, тим паче звичайному студенту). Та Петров подолав усі труднощі і донос таки опинився на столі Траскіна. Той негайно відправив доповідну записку київському губернатору Бібікову. 17 березня 1847 р. губернатор направив повідомлення про донос Петрова до сумнозвісного Третього Відділення, яке, зокрема, Герцен називав «центральною шпигунською конторою». Того ж дня шеф жандармів граф Орлов повідомив про це царя й отримав наказ заарештувати Гулака.
На момент доносу Гулак уже проживав у Санкт-Петербурзі і служив у канцелярії ради університету. Арешт відбувся у його помешканні. У Гулака вилучили вже згадувану каблучку. Під час обшуку він попросився до туалету, де спробував викинути рукопис. Але слідчі знайшли його: це був «Закон Божий». Серед паперів Гулака знайшли листи колишнього вчителя петербурзької гімназії Куліша та колишніх студентів Київського університету — Білозерського і Маркевича. На допитах Гулак мовчав. Його помістили до камери-одиночки Олексіївського равеліну.
20 березня 1847 року Петров у Києві робить повторний донос. Повідомляє, що студент Маркович також читав рукопис Гулака «Закон божий» і висловлювався позитивно щодо його змісту. Почалися арешти інших членів товариства. Коли жандарми прийшли до Костомарова, той сам пред'явив каблучку з написом. У квітні в Києві заарештували Шевченка і відправили до Петербурга з усіма паперами та малюнками. У записах поета не знайшли жодних доказів його участі у таємному товаристві. Тоді чиновники Третього Відділення звернули увагу на зміст віршів Шевченка, особливо на поему «Сон». Затримали й інших учасників Кирило-Мефодіївського товариства.
Тієї ж ночі, що М. Костомарова, заарештовано Г. Андрузького й І. Посяду. 3 квітня 1847 року на переправі заарештували О. Навроцького. У Варшаві взяли під варту В. Білозерського, який їхав за кордон вивчати славістику. Допроваджено в Київ заарештованого на Полтавщині О. Марковича.
Усією операцією зі знешкодження «змови» керував особисто шеф жандармів граф О. Орлов.
Наприкінці травня на найвищому рівні було заборонено та наказано вилучити з продажу твори: «Кобзар» Шевченка, «Повість про український народ», «Україна» та «Михайло Чернишенко» Куліша, «Українські балади» та «Гілка» Костомарова.

## Слідство
Перші кілька днів Миколі І про справу не доповідали, оскільки він саме пережив серцевий напад. А потім усі дії таємної поліції узгоджувалися з ним, і він контролював хід слідства.
Початкове уявлення про масштаби «змови» було дуже перебільшеним. Запідозрювалися широкі міжнародні зв'язки братчиків, насамперед серед слов'ян. Особливо ж відстежувано «польський слід» Іван Дзюба.. Зокрема, традицію вважати, що написання «Закону Божого» відбулося під впливом «Книги народу польського…» в історіографії започаткував особисто шеф жандармів Олексій Орлов написавши у всепідданішій доповіді, що «Закон Божий» є ніщо інше як «переробка книги Міцкевича».
Припущення про можливу міжнародну змову не виправдалися. «Польського сліду» не виявлено, принаймні в організаційному плані. Встановлено було, що українське слов'янство — явище відмінне від російського слов'янофільства, з Москвою братчики не мали зв'язку (як це спочатку уявлялося); це пом'якшувало підозри щодо слов'янофілів, зате український рух оцінювався як політично шкідливіший за слов'янофільство московське..
Слідство у справі кирило-мефодіївців тривало з 18 березня до 30 травня 1847 року в Петербурзі. Тоді ж Орлов представив Миколі I доповідь у справі, яку нарекли справою «Україно-слов'янського товариства».
Слідство з'ясувало, що кирило-мефодіївці не мали якоїсь чіткої системи у власній діяльності. Зібрання та обговорення суспільно-політичних проблем відбувалися вряди-годи, а громадську діяльність Товариства, Юрій Земський характеризує як віртуальну. Слідчим III відділення канцелярії імператора так і не вдалося добачити у братчиках певно сформованої організації, тож вустами шефа жандармів Олексія Орлова було зроблено присуд, що «Українсько-Слов'янське Товариство Св. Кирила і Мефодія було не більш як науковою маячнею трьох молодих людей. Засновники його Гулак, Білозерський і Костомаров за своїм становищем вчених людей, звичайно, були б неспроможні втягнути у своє Товариство військових або народ, а також спричинитися до повстання».
Головним керівником Товариства було визнано Миколу Гулака, якого на трирічний термін було ув'язнено у Шліссельбурзькій фортеці. Микола Костомаров перебував в ув'язненні один рік, а Олександр Навроцький — пів року у В'ятській тюрмі. Інших членів братства царський режим вислав у віддалені губернії імперії під нагляд поліції, заборонивши повертатися в Україну.
Найтяжче було покарано Тараса Шевченка, якого за особистим розпорядженням Миколи I, віддали у солдати Окремого Оренбурзького корпусу на 10 років без права писати і малювати. Як вважало слідство, «по возмутительному духу и дерзости, выходящей из всяких пределов, он должен быть признаваем одним из важных преступников». На відміну від більшості інших заарештованих, що намагалися применшити свою провину, посилаючись на відсутність зловмисності, — Тарас Шевченко, як і Микола Гулак, не давав ніяких потрібних слідству зізнань, на низку важливих пунктів узагалі не відповідав.
Діяльність братства висвітлена у різних публікаціях самих кирило-мефодіївців, а також у працях Олександра Кониського, Сергія Єфремова, Дмитра Багалія, Михайла Грушевського, Михайла Возняка та ін. Найповніше матеріали слідства та інші матеріали з історії товариства представлені у тритомному виданні «Кирило-Мефодіївське товариство».

## Вплив Тараса Шевченка на діяльність Товариства
На початку 1846 р. розширюється коло знайомств Тараса Шевченка, він знайомиться з рядом викладачів та студентів університету св. Володимира, з майбутніми членами Кирило-Мефодіївського товариства. Особливе значення мало знайомство і зближення з М. Костомаровим, який переїхав до Києва з Харкова. Хоч М. Костомаров був добре обізнаний з українською історією і гостро критично сприймав поневолення України та всю кріпацько-деспотичну російську дійсність, однак поезія Тараса Шевченка і його приголомшила своєю сміливістю, глибиною та поетичною силою.
Не менше враження справляли Шевченкові твори й на інших майбутніх кирило-мефодіївців — усі вони були досить обізнані з його недрукованою поезію.
Тарас Шевченко підтримував дружні стосунки з братчиками і брав участь у їхніх зібраннях; щодо його формального членства у товаристві існували різні версії; вважалося, що він вступив до нього в квітні 1846 року, хоча слідство його членства не довело («действовал отдельно, увлекаясь собственной испорченностью»). Але фактично Тарас Шевченко був не лише своїм серед братчиків, а й вирішальним впливом упливав на них у революційному дусі.
Програмні й статутні документи Братства відбивали ідеї та настрої цього кола і з цього погляду були плодом колективної думки, хоч мали свого автора. Ним був М. Костомаров. Версії про авторство Тараса Шевченка давно відкинені, хоч не виключається великий ідейний вплив його на характер цих документів.

## Спроби царського уряду не допустити розголосу
П. А. Зайончиковський, який вивчив слідчу справу Кирило-Мефодіївського товариства, прийшов до висновку, що у вкрай вузькому колі вищих сановників, включаючи Миколу І, погляди кирило-мефодіївців були оцінені як спроба формулювання програми українського національного руху. Сам Микола І прямо пов'язував виникнення товариства з впливом польської післяповстанської еміграції: «Явна робота тієї ж загальної пропаганди з Парижа; довго цій роботі на Україні ми не вірили; тепер їй сумніватися не можна».
Не бажаючи підштовхувати малоросів до союзу з поляками і враховуючи також, що круг поширення ідей кирило-мефодіївців був украй вузьким, власті вирішили не загострювати обстановку жорстокими репресіями і зберегти в таємниці дійсний характер справи. У записці III відділення ясно говорилося: «суворі заходи зроблять для них ще дорожче заборонені думки і можуть малоросіян, досі покірних, поставити в те знервоване проти нашого уряду положення, в якому знаходиться після заколоту, Царство Польське. Корисніше і справедливіше не показувати і вигляду малоросіянам, що уряд мав причину сумніватися, чи не посіяні між ними шкідливі ідеї.»
В повній згоді з цією тактикою чиновник III відділення М. Попов відвідав у камері М. Костомарова, який надавав до цього сповна відверті свідчення, і прямо порадив йому, що той повинен написати про цілі товариства, щоб уникнути суворого покарання, і навіть надав як зразок свідчення А. Белозерського, з яким, мабуть, уже провів аналогічну роботу. Надалі сконструйована тоді версія про прагнення кирило-мефодіївців об'єднати слов'ян під скіпетром російського царя і стала офіційною. Поширення справжньої інформації про виводи слідства було строго обмежене.

## Реакція на розгром товариства у середовищі російських публіцистів
Бєлінський В. Г., до якого дійшли чутки про викриття Кирило-Мефодіївського товариства, у листі Анненкову П. В. писав: «Ох мені ці хохли! Адже барани — а ліберальничають, в ім'я галушок і вареників зі свинячим салом! А з іншого боку, як і скаржитися на уряд? Який же уряд дозволить проповідувати відторгнення від нього області?»
Редактор Греч М. І. який пропонував у записці до III жандармського відділення вдатися до низки поступок щодо національних почуттів поляків, обмовлявся: «Уродженці західних губерній справа інша: з ними потрібно приймати інші заходи, особливо підсилити там поширення російського духу і мови».
Після арешту кирило-мефодіївців, а можливо й у зв'язку з цим, в 1848 році журнал «Читання Імператорського Общества Історії і Старовин Російських» в спеціальній статті акцентували єдність Малої та Великої Русі, а про малоросіян згадували як про «русских людей».
Суспільство жило чутками — від фантастичних, до більш-менш правдоподібних. 2 травня цензор О. В. Нікітенко записує в щоденнику: «На півдні, в Києві, викрито громаду, яка мала на меті конфедеративний союз всіх слов'ян в Європі на демократичних початках, на кшталт Північноамериканських Штатів… Чи мають ці південні слов'яни який-небудь зв'язок з московськими слов'янофілами — не відомо, але уряд, здається, має намір за них взятися. Говорять, що все це вивели назовні представлення австрійського уряду»

## Діяльність після розгрому
Володимир Антонович пригадував, що коли він у 1850 р. приїхав до Києва по закінченню Одеської гімназії (де ніколи й не чув про товариство), то цікавлячись українською літературою та джерелами з української історії, протягом двох років нічого не міг розшукати, аби задовольнити свій інтерес. Так само не було людей, хто знав би або, тим більше займався б українськими справами. Серед київських студентів ніхто українською не говорив, а цікавість до української літератури та історичних джерел сприймалася як «ексцентрична вигадка»
Обмежений сплеск активності в обговоренні українського питання в сорокові роки не отримав свого розвитку в першій половині п'ятдесятих. Члени Кирило-Мефодіївського суспільства вирушили у заслання і актика уряду, яка полягала у замовчуванні діяльності кирило-мефодіївців, спрацьовувала, поки миколаївський режим не зазнав краху в результаті Кримської війни та смерті імператора.
Перші кроки у напрямку лібералізації режиму на початку царювання Олександра II змінили й становище активістів українського національного руху, репресованих по справі Кирило-Мефодіївського братства. Заборона на публікацію їхніх творів була знята. М. Костомарова було повернуто із провінції, згодом він отримує звання професора. Після першої лекції в Петербурзькому університеті, з аудиторії його винесли на руках. У П. Куліша відкривається власна друкарня в Петербурзі. У 1858 р. повертається до столиці і Т. Шевченко. Пильність влади стосовно українофільства зменшується і Петербург стає центром рясної й активної української громади.
Після Валуєвського циркуляра, у 60-і роки більшість колишніх членів товариства відійшла від політичної діяльності. Микола Костомаров (1817—1885), 1861 року тяжко переживаючи особисту драму, нічим не зарадив петербурзьким студентам, які виступили з протестом проти несправедливих умов реформи; Пантелеймон Куліш (1819—1897) фактично сховався на своєму хуторі, хоча й писав про політику та національні рухи. Виключно просвітницькою працею займався ректор Київського університету Святого Володимира Михайло Максимович, який раніше своїм ентузіазмом надихав братчиків. Натомість Михайло Драгомиров — наприкінці XIX століття генерал-губернатор Київщини, Поділля й Волині — став «таємним Никодимом українства», розвиваючи в цих областях освіту й культуру. У 90-і роки провідною ідеєю було вже не загальнослов'янське єднання, а національна самостійність.

## Значення
На думку історика Симоненка Р. Г., історичне значення Кирило-Мефодіївського братства полягає у тому, що воно було першою спробою української інтелігенції вдатися до політичної боротьби. Братство вперше розробило широку політичну програму національно-визвольного руху, яка стала дороговказом для його наступників. Принципово важливим було і те, що Кирило-Мефодіївське братство стало самостійним і самобутнім політичним формуванням, яке організаційно не підпорядковувалося, а ідеологічно не повторювало політичних настанов жодної з загальноросійських суспільних течій. Це позитивно вплинуло на національну свідомість.
Український історик Орест Субтельний зауважив, що Кирило-Мефодіївське товариство не лише явило собою першу, хоч і невдалу, спробу інтелігенції перейти від культурницького до політичного етапу національного розвитку, а й привернуло увагу царського уряду (що доти намагався розіграти карту українофільства проти польських культурних впливів в Україні) до потенційної небезпеки зростальної національної свідомості українців; ліквідація товариства дала сигнал до наступу антиукраїнської політики і ознаменувала початок довгої безупинної боротьби української інтелігенції з російським царатом.

## Цікаві факти
|                                           |  |  |
| Пам'ятна монета НБУ присвячена товариству |  |  |

- Суду над кирило-мефодіївцями не було. Їх покарано «за найвищим велінням» (рос. по высочайшему повелению), оскільки все трималося в таємниці: не можна було допускати небажаного резонансу.[46]
- Коли Шевченка заарештували, на ньому був фрак, сам він був чисто виголений, наче збирався до когось з візитом. Губернатор Фундуклей, який був добре знайомий з Шевченком, здивувався, побачивши, що той при такому параді: «Чого це ви, Тарасе Григоровичу, так прибралися?» — спитав він. «Та бачите, — відповів Шевченко, — я поспішав до Костомарова на вінчання. Він запросив мене боярином, так я ото заки у Броварах мені перепрягали коней, поголився і причепурився, щоб з воза прямо до молодого». «Еге! — відповів Фундуклей. — Коли так, дак куди суджений, туди й боярина».[47][48]
- Основний документ товариства «Закон Божий» («Книги буття українського народу») Микола Гулак під час обшуку встиг сховати у вбиральні. Пристав Андрій Юнкер, який виявив пильність і наказав перевірити всі місця в квартирі М. Гулака, отримав 200 крб сріблом у винагороду.[49][50]
- Міністр внутрішніх справ П. Валуєв у щоденнику писав про донощика Олексія Петрова: «На похвалу государеві слід зазначити, що він наказав Петрова виключити з університету…» (рос. В похвалу государю следует оговорить, что он велел Петрова исключить из университета)[51]
- В період визвольних змагань було засноване Українське православне Кирило-Мефодіївське братство (УПКМБ), яке об'єднувало відомих церковних діячів.[52]